# Rex ambulans
Rex ambulans (łac. rex – król, władca; ambulo – chodzić, przemieszczać się, wędrować) – pojęcie najczęściej tłumaczone jako władca podróżujący, wprowadzone do polskiej literatury na początku XX w. 
Zostało użyte w artykule Stanisława Kutrzeby opublikowanym w 1906 roku. Historyk pisze w nim m.in.: Książęta czy królowie w Polsce nie pozostają nigdy przez czas dłuższy w jednym miejscu. Oni wciąż się przenoszą, wciąż zmieniają miejsce pobytu. Dzieje się to nie tyle dla względów publicznego dobra, co skutkiem ówczesnego ustroju gospodarki państwowej. (...) król nadal pozostaje rex ambulans; jak dawniej, przenosi się z miejsca na miejsce.     

## Pojęcierex ambulansw Europie
W odróżnieniu od władców z okresu rzymskiego zjawisko władcy podróżującego dotyczyło wszystkich państwach wczesnośredniowiecznej Europy. System króla podróżującego rozwinięty został przez władców karolińskich, następnie kontynuowany był w państwach sukcesji karolińskiej. Władca oraz podróżujący wraz z nim dwór konsumował nadwyżki pochodzące ze swoich dóbr oraz korzystał ze świadczeń i usług, co wynikało z panującej we wczesnym średniowieczu gospodarki naturalnej. Wciąż zmieniał miejsce pobytu, aby spożywać na miejscu "plony swych włości" i korzystać z gościnności swych poddanych oraz aby w coraz innym miejscu "poświadczać konkretnie, przez swą obecność królewską władzę". Podobne znaczenie ma określenie reges lub duces peregrinantes, czyli władca permanentnie podróżujący. Model takiego sprawowania władzy dotyczył wczesnego średniowiecza w całej Europie, m.in. państwa Ottonów. Praktycznie więc ówcześni królowie bez porównania częściej był władcami "nieobecnym" niż "obecnym".    
Panująca w średniowieczu zasada "objazdowego królestwa" narzucała szereg zasad sprawowania władzy, zmuszając do określonej organizacji całego zarządzania podległymi terenami, znacznie utrudnionego z powodu częstego braku stale działającego, stabilnego jednego ośrodka. Wraz z królem stale wędrowały najważniejsze osoby związane z władcą, przede wszystkim kancelaria. System podróży królewskich ograniczał znaczenie ośrodków, które można by nazwać stolicami. Podróżowanie władcy było z drugiej strony jedyną możliwością zapewniającą wówczas dobry kontakt panującego z "terenem". Taki sposób sprawowania władzy niwelował część ujemnych skutków braku odpowiedniego lokalnego aparatu urzędniczego. 
Książę poświadczał swoją władzę poprzez sprawowanie jurysdykcji w lokalnych centrach władzy, kontrolę administracji terenowej i spotkania z lokalnymi możnymi oraz bezpośrednie uczestnictwo w zebraniach i wiecach. Początki tego typu sprawowania władzy pochodzą z okresu organizowania państwa, które swoją wielkością zmuszało księcia do przebywania kolejno w najważniejszych ośrodkach władzy, w których mógł wykonywać swoje funkcje kierownicze.

## Rex ambulansw historii Polski

### Polska Piastowska
Polskie źródła pisane nie podają miejsc, w których rezydowali władcy polscy w X–XII w. Rezydencjami panującego  we wczesnym średniowieczu mogły być grody naczelne, bądź grody kasztelańskie lub dwory, będące ośrodkami należącymi bezpośrednio do władcy. Władcy z tego okresu mogli również mieszkać w czasie swoich podróży w specjalnych namiotach do rozbijania, przy których pomagała specjalna grupa ludności służebnej tzw. żerdnicy. Noclegi takie mogły wynikać z poszerzającego się terytorium podległego Piastom, co wiązało się z niemożliwością dotarcia w ciągu jednego dnia do domen królewskich, w których znajdowały się odpowiednie miejsca na nocleg władcy. Pobyty księcia w całym rozległym państwie XI – początków XII w. wymagały stałych podróży, połączonych z niejednokrotnymi stacjami w prymitywnych warunkach polowych. Taki obraz z początku XII w. zanotował Gall. Zauważono pewne regularności w trakcie podróży jakie odbywali  władcy już w XIII w. - przybywali oni w tych samych miejscowościach w określonych dniach. Wyraźnie widoczne jest taka regularność w późniejszym okresie, np. za panowania Kazimierza Wielkiego, który np. w Wielkopolsce najczęściej przebywał w miesiącach zimowych.
Sytuacja zmieniła się w XIII w., kiedy teren Polski podzielony był na dzielnice. Znacznie zmniejszy się obszar, na którym odbywały się podróże książąt dzielnicowych - władca mógł w ciągu jednego lub dwu dni przenieść się w dowolne inne miejsce na terenie swego księstwa, wymagające jego tam obecności: na spotkanie z gośćmi, zjazd, posiedzenie, czy dla obrony nagle zagrożonego odcinka granicy. Miejsce pobytu władców częściowo można określić na podstawie wystawianych coraz liczniej dokumentów, które zawierają miejsce i datę ich powstania. Dokumenty te są wystawiane w głównych miastach i grodach poszczególnych dzielnic jak i w wiejskich posiadłościach książąt. Na tej podstawie trudno jest jednak określić długość takich pobytów w jednym miejscu. Zauważalna jest jednak pewna regularność w objazdach książęcych podległych im terenów wynikająca z obchodów patronów najważniejszych kościołów. Przy okazji przyjazdów w te miejsca mogły się odbywać posiedzenia rady książęcej. Stosunkowo rzadko potwierdzone są pobyty XIII-wiecznych władców dzielnicowych w klasztorach.
Na początku XIV w. po zjednoczeniu państwa, a przede wszystkim Wielkopolski i Małopolski system podróży królewskich nawiązał częściowo do tradycji sprzed okresu rozbicia dzielnicowego. Władysław Łokietek podróżował bardzo często pomiędzy Kujawami a Krakowem i gościł również w miarę regularnie w Wielkopolsce. Częste podróże na Kujawy mogły się wiązać z rosnącym zagrożeniem Krzyżackim.
Liczne podróże odbywał kolejny król – Kazimierz Wielki. Nowym dość częstym kierunkiem wyjazdów była Ruś. Król pojawiał się regularnie w Wielkopolsce, najczęściej w trakcie podróży na Kujawy. Krótkie pobyty Kazimierza Wielkiego potwierdzone są w szeregu miast królewskich, stających się wówczas ośrodkami zarządu lokalnego, rezydencjami starostów i centrami formujących się powiatów sądowych.
Zachodzące zmiany jakie pojawiały się w okresie panowania dwóch ostatnich Piastów były wynikiem dążeń panującego do unowocześnienia władzy i jej scentralizowania, wzmocnienia znaczenia Krakowa jako stolicy państwa i stabilizacji w niej organów zarządu. Duży wpływ na te zmiany miały stosunki gospodarcze: w wyniku znacznego rozwoju gospodarki pieniężnej król nie musiał już na miejscu konsumować nadwyżek żywnościowych produkowanych w danym miejscu. Produkty potrzebne dla wyżywienia dworu dostarczane były przez rozsiane wokół jego siedziby dobra należące do wielkorządców krakowskich, a niejednokrotnie dokupywane były na miejscowych targach.

### Rex ambulansw czasach Jagiellonów
Powstanie państwa polsko-litewsko-ruskiego nie spowodowało utworzenia nowej, sprawniejszej administracji terenowej, chociaż bardzo powiększyło się terytorium podległe władcy. Król nadal w dużej mierze samodzielnie sprawował administrację i sądownictwo lokalne, osobiście doglądał swojego państwa. Taki styl władzy był prawdopodobnie sprawowany na Litwie i Jagiełło zastosował go w podobny sposób w Koronie. Podróże Jagiełły miały charakter ciągłych, regularnych objazdów kraju. Szczególnie po śmierci królowej Jadwigi, król rzadko bywał w samym Krakowie. Podróże Władysława Jagiełły znane są stosunkowo dobrze głównie dzięki jego itinerarium oraz ogólnie coraz liczniejszym dokumentom (np. rachunki dworu, księgi sądowe) oraz przekazom Jana Długosza. Podobnie jak w przypadku ostatniego władcy z rodu Piastów w podróżach Jagiełły widać pewną regularność - w określonych porach roku przebywał w tych samych regionach swojego państwa. Za czasów Władysława Jagiełły nadal regularnie odbywały się królewskie sądy terenowe, które stanowiły istotny czynnik lokalnego sądownictwa w Polsce w początkach XIV w. Sądy ziemskie odsyłały wiele spraw ważniejszych i trudniejszych oraz sprawy osób wyłączonych spod swej jurysdykcji. Na tego typu sądach dochodziło do bezpośrednich kontaktów króla z okolicznym rycerstwem, które licznie zjeżdżało się do miast powiatowych podczas pobytu tam króla.          
Następny król Władysław Jagiellończyk spędzał większość czasu w Krakowie, skąd wyjeżdżał tylko sporadycznie. Kazimierz Jagiellończyk również objeżdżał podległe mu terytorium, jednak nie były one tak regularne, jak w wypadku Władysława Jagiełły. W sytuacji, kiedy król sprawował bezpośrednio rządy w obydwu państwach, funkcje stołeczne dzieliły też wyraźnie dwa miasta – Wilno i Kraków, przy czym w polskiej stolicy pobyty władcy były dużo rzadsze. Król najczęściej pojawiał się na dzielnicowych sądach generalnych, natomiast zdecydowanie na znaczeniu traciły terenowe sądy królewskie. Generalnie panowanie Kazimierza Jagiellończyka było okresem przejściowym między dotychczasowym rexem ambulansem a rezydencją władcy w stolicach. Za panowania jego synów drugi system zdominował styl sprawowania władzy. Ze swej rezydencji w Krakowie władca podróżował do drugiej stolicy na Litwie lub do miejsc, gdzie konieczna była jego bezpośrednia interwencja lub odbywały się istotne rozmowy polityczne oraz brał udział w sejmach walnych (miejsca kontaktu panującego z "terenem"). Podróże królewskie odbywają się wówczas z reguły najkrótszą drogą – instytucja objazdów ostatecznie zanikła i nie odbywały się nawet objazdy kraju inaugurujące panowanie poszczególnych królów. Podróże panującego nie miały już ustalonego, powtarzalnego kalendarium – podejmowane były jedynie w przypadku bieżących potrzeb. Ostateczne przeniesienie stolicy do Warszawy w 1595 roku, połączone z odbywaniem się w tym miejscu sejmów walnych wpłynęło ostatecznie na zakończenie okresu regularnych podróży królewskich. Na zmniejszenie mobilności władcy miało wpływ zorganizowanie odpowiedniej sieci urzędów lokalnych, przejmujących kompetencje przysługujące wcześniej jedynie samemu królowi (utworzenie urzędów starościńskich).           
Bezpośrednio z pojęciem władcy podróżującego związane są świadczenia na rzecz panującego zwane stacją (statio) polegające na obowiązku ugoszczenia i wyżywienia księcia oraz jego dworu i służby w trakcie podróży. Stacja (lub stan) łączył cechy posługi i daniny, czyli obowiązek pomieszczenia i ugoszczenia panującego wraz z jego dworem, urzędnikami i służbą w czasie przejazdu.